# Кубок Лиги по мини-футболу 2024
Кубок Лиги по мини-футболу 2024 — соревнование для российских мини-футбольных клубов, проводимое Ассоциацией профессиональных мини-футбольных клубов России «Суперлига». 

## Выбор хозяев
8 декабря 2023 года городом проведения кубка на очередном собрании президентов клубов Суперлиги была выбрана Тюмень.

## Участники
В турнире приняли участие клубы, занимавшие первые 8 мест в Суперлиге на момент 11 тура.
Идущее на восьмом место «Торпедо» из Нижнего Новгорода отказалось от участия, его место занял идущий на девятом месте липецкий «ЛКС». Также Норильский Никель и Синара выставили на турнир дублирующие составы по причине подготовки основных команд ко второму этапу регулярного чемпионата.
| Клуб              | Город        | Место в РЧ |
| ----------------- | ------------ | ---------- |
| Ухта              | Ухта         | 1          |
| Норильский никель | Норильск     | 2          |
| Газпром-Югра      | Югорск       | 3          |
| КПРФ              | Москва       | 5          |
| Синара            | Екатеринбург | 6          |
| Тюмень            | Тюмень       | 7          |
| Новая генерация   | Сыктывкар    | 8          |
| ЛКС               | Липецк       | 9          |

## Формат
Турнир прошёл в формате Финала Восьми (плей-офф с участием 8 команд). В случае ничейного исхода по окончании основного времени матча было предусмотрено дополнительное время 2 тайма по 5 минут чистого времени, причём играли по три полевых игрока вместо четырёх; если по его исходе счёт оставался равным, победитель определялся серией послематчевых 10-метровых ударов (дабл-пенальти вместо обычных 6-метровых).

## Финал Восьми

### Сетка
|  | 1/4 финала        | 1/4 финала     |                 |   | Полуфиналы        | Полуфиналы        |  |  | Финал | Финал |
|  |                   |                |                 |   |                   |                   |  |  |       |       |
|  | 3 февраля         |                |                 |   |                   |                   |  |  |       |       |
|  |                   |                |                 |   |                   |                   |  |  |       |       |
|  | Норильский никель | 2              |                 |   |                   |                   |  |  |       |       |
|  | Норильский никель | 2              | 4 февраля 2024  |   |                   |                   |  |  |       |       |
|  | Новая генерация   | 5              |                 |   |                   |                   |  |  |       |       |
|  | Новая генерация   | 5              | Новая генерация | 3 |                   |                   |  |  |       |       |
|  | 3 февраля 2024    |                | Новая генерация | 3 |                   |                   |  |  |       |       |
|  |                   | Ухта           | 6               |   |                   |                   |  |  |       |       |
|  | Ухта              | Ухта           | 6               | 7 |                   |                   |  |  |       |       |
|  | Ухта              |                | 6 февраля       | 7 |                   |                   |  |  |       |       |
|  | ЛКС               | 3              |                 |   |                   |                   |  |  |       |       |
|  | ЛКС               | 3              | Ухта            | 5 |                   |                   |  |  |       |       |
|  | 3 февраля 2024    |                | Ухта            | 5 |                   |                   |  |  |       |       |
|  |                   | Газпром-Югра   | 4               |   |                   |                   |  |  |       |       |
|  | Газпром-Югра      | Газпром-Югра   | 4               | 1 |                   |                   |  |  |       |       |
|  | Газпром-Югра      | 4 февраля 2024 |                 | 1 |                   |                   |  |  |       |       |
|  | Тюмень            | 0              |                 |   |                   |                   |  |  |       |       |
|  | Тюмень            | 0              | Газпром-Югра    | 2 |                   |                   |  |  |       |       |
|  | 3 февраля 2024    |                | Газпром-Югра    | 2 |                   |                   |  |  |       |       |
|  |                   | КПРФ           | 1               |   | Матч за 3-е место | Матч за 3-е место |  |  |       |       |
|  | КПРФ              | КПРФ           | 1               | 5 | Матч за 3-е место | Матч за 3-е место |  |  |       |       |
|  | КПРФ              |                | 6 февраля       | 5 |                   |                   |  |  |       |       |
|  | Синара            | 0              |                 |   |                   |                   |  |  |       |       |
|  | Синара            | 0              | Новая генерация | 3 |                   |                   |  |  |       |       |
|  |                   |                |                 |   |                   |                   |  |  |       |       |
|  | КПРФ (доп. вр.)   | 4              |                 |   |                   |                   |  |  |       |       |
|  | КПРФ (доп. вр.)   | 4              |                 |   |                   |                   |  |  |       |       |

### 1/4 финала
| Норильский никель                   | 2:5     | Новая генерация                                              |
| ----------------------------------- | ------- | ------------------------------------------------------------ |
| - Н. Иванов 39′ (авт.) - Петров 40′ | (отчёт) | - Мнацаканян 6′ - Петросян 8′ - Ильин 16′, 20′ - Петросян 8′ |

| Ухта                                                                            | 7:3     | ЛКС                                     |
| ------------------------------------------------------------------------------- | ------- | --------------------------------------- |
| - Парадински 7′, 11′, 12′ - Москалёв 9′ - Павлов 13′ - Карелин 23′ - Козлов 28′ | (отчёт) | - Гуляйкин 3′ (пен.), 26′ - Андреев 36′ |

| Газпром-Югра | 1:0     | Тюмень |
| ------------ | ------- | ------ |
| Дуду 40′     | (отчёт) |        |

| КПРФ                                                             | 5:0     | Синара |
| ---------------------------------------------------------------- | ------- | ------ |
| - Бурков 8′ - Багиров 19′, 40′ (пен.) - Шимбинья 25′ - Орлов 33′ | (отчёт) |        |

### Полуфиналы
| Новая генерация                          | 3:6     | Ухта                                                                     |
| ---------------------------------------- | ------- | ------------------------------------------------------------------------ |
| - Кузьминых 1′ - Суворов 12′, 15′ (пен.) | (отчёт) | - Бруно 9′, 27′ - Мелконян 19′, 40′ - Козлов 31′ - Парадински 38′ (пен.) |

| Газпром-Югра                | 2:1     | КПРФ      |
| --------------------------- | ------- | --------- |
| - Щимба 20′ - Понкратов 26′ | (отчёт) | Ахуков 7′ |

### Матч за 3-е место
| Новая генерация                          | 3:4 (д.в.) | КПРФ                                                      |
| ---------------------------------------- | ---------- | --------------------------------------------------------- |
| - Турчин 32′ - Ильин 35′ - Кузьминых 49′ | (отчёт)    | - Баскаков 10′ - Заболонков 25′ - Лысков 42′ - Бурков 50′ |

### Финал
| Ухта                                                           | 5:4     | Газпром-Югра                        |
| -------------------------------------------------------------- | ------- | ----------------------------------- |
| - Парадински 11′, 20′ - Перевалов 16′ - Бруно 19′ - Павлов 27′ | (отчёт) | - Афанасьев 3′, 37′, 38′ - Дуду 39′ |

## Плей-офф за 5-8 место

### Сетка
|  | Полуфиналы        | Полуфиналы    |                   |       | Матч за 5-е место | Матч за 5-е место |
|  |                   |               |                   |       |                   |                   |
|  | 4 февраля 2024    |               |                   |       |                   |                   |
|  |                   |               |                   |       |                   |                   |
|  | Норильский никель | 1             |                   |       |                   |                   |
|  | Норильский никель | 1             | 6 февраля         |       |                   |                   |
|  | ЛКС               | 5             |                   |       |                   |                   |
|  | ЛКС               | 5             | ЛКС               | 5 (1) |                   |                   |
|  | 4 февраля 2024    |               | ЛКС               | 5 (1) |                   |                   |
|  |                   | Тюмень (пен.) | 5 (2)             |       |                   |                   |
|  | Тюмень            | Тюмень (пен.) | 5 (2)             | 4     |                   |                   |
|  | Тюмень            |               |                   | 4     |                   |                   |
|  | Синара            | 3             |                   |       |                   |                   |
|  | Синара            | 3             | Матч за 7-е место |       |                   |                   |
|  |                   |               |                   |       |                   |                   |
|  | 6 февраля         |               |                   |       |                   |                   |
|  |                   |               |                   |       |                   |                   |
|  | Норильский никель | 9 (0)         |                   |       |                   |                   |
|  | Норильский никель | 9 (0)         |                   |       |                   |                   |
|  | Синара (пен.)     | 9 (2)         |                   |       |                   |                   |

### Полуфиналы
| Норильский никель | 1:5     | ЛКС                                                             |
| ----------------- | ------- | --------------------------------------------------------------- |
| - Самойлов 7′     | (отчёт) | - Коробейников 5′, 18′, 34′ - Кручинин 36′ (пен.) - Елисеев 38′ |

| Тюмень                                                 | 4:3     | Синара                                   |
| ------------------------------------------------------ | ------- | ---------------------------------------- |
| - Неведров 6′, 34′ - Силвейра 15′ - Семыкин 39′ (авт.) | (отчёт) | - Кострюков 6′ - Шишкин 18′ - Швецов 21′ |

### Матч за 7-е место
| Норильский никель | 9:9 (д.в.) | Синара                                                                                   |
| --- | ---------- | ---------------------------------------------------------------------------------------- |
| - Кобец 6′ - Нистеренко 15′ - Ан. Петров 19′ - Суховей 28′ (авт.) - Денисенко 30′ - Костромин 33′, 48′ - Ег. Петров 35′ - Налеухин 45′ (пен.) | (отчёт)    | - Суховей 3′, 5′, 13′ - Горшков 10′, 17′ - Яруллин 16′ - Тимошенко 21′ - Шишкин 49′, 50′ |
| Пенальти |            |                                                                                          |
| | 0:2        |                                                                                          |

### Матч за 5-е место
| ЛКС                                         | 5:5 (д.в.) | Тюмень                                                                           |
| ------------------------------------------- | ---------- | -------------------------------------------------------------------------------- |
| - Гуляйкин 14′, 22′, 26′ - Серёгин 38′, 42′ | (отчёт)    | - Антошкин 2′ - Герейханов 15′ - Силвейра 20′ - Крутых 30′ - Гуляйкин 48′ (авт.) |
| Пенальти                                    |            |                                                                                  |
|                                             | 1:2        |                                                                                  |

## Лучшие игроки турнира
- Лучший игрок —  Николай Шистеров (Газпром-Югра)
- Лучший вратарь —  Артём Салахов (КПРФ)
- Лучший бомбардир и приз зрительских симпатий — / Фелипе Парадински (Ухта)
- Лучший молодой игрок —  Денис Касимчук (Ухта)

## Матч Легенд
5 февраля, в день отдыха команд-участниц турнира, был проведён Матч Легенд футзала между сборными Тюменской области и Суперлиги.

### Составы команд

#### Сборная Тюменской области
Играющий тренер — Александр Попов

| №  |               | Поз. | Имя               | Год рождения |
| -- | ------------- | ---- | ----------------- | ------------ |
| 18 | Флаг Бразилии | Вр   | Греуто            |              |
| 3  | Флаг России   |      | Александр Лаврись |              |
| 5  | Флаг России   |      | Сергей Чухрий     |              |
| 6  | Флаг России   |      | Иван Колчанов     |              |
| 7  | Флаг России   |      | Николай Иванов    |              |
| 8  | Флаг России   |      | Сергей Марадуда   |              |
| 9  | Флаг России   |      | Евгений Трифонов  |              |
| 10 | Флаг России   |      | Денис Абышев      |              |

| №  |               | Поз. | Имя                 | Год рождения |
| -- | ------------- | ---- | ------------------- | ------------ |
| 11 | Флаг России   |      | Александр Попов     |              |
| 17 | Флаг России   |      | Дмитрий Колчанов    |              |
| 19 | Флаг России   |      | Александр Толстов   |              |
| 40 | Флаг России   |      | Андрей Комаров      |              |
| 74 | Флаг России   |      | Владимир Колесников |              |
| 78 | Флаг России   |      | Евгений Осинцев     |              |
| 99 | Флаг Бразилии |      | Афранио             |              |

#### Сборная Суперлиги
Главный тренер — Темур Алекберов

| №  |             | Поз. | Имя              | Год рождения |
| -- | ----------- | ---- | ---------------- | ------------ |
| 1  | Флаг России | Вр   | Виталий Бужор    |              |
| 16 | Флаг России | Вр   | Вячеслав Михеев  |              |
| 2  | Флаг России |      | Сергей Малышев   |              |
| 3  | Флаг России |      | Алексей Мохов    |              |
| 4  | Флаг России |      | Олег Клешнин     |              |
| 5  | Флаг России |      | Сергей Покотыло  |              |
| 7  | Флаг России |      | Алексей Степанов |              |

| №  |             | Поз. | Имя               | Год рождения |
| -- | ----------- | ---- | ----------------- | ------------ |
| 8  | Флаг России |      | Сергей Антипов    |              |
| 9  | Флаг России |      | Александр Антипов |              |
| 10 | Флаг России |      | Аркадий Белый     |              |
| 13 | Флаг России |      | Вадим Максимов    |              |
| 14 | Флаг России |      | Владимир Правский |              |
| 21 | Флаг России |      | Алексей Попов     |              |
| 88 | Флаг России |      | Илья Фёдоров      |              |

### Матч
| Сборная Тюменской области            | 3:3 | Сборная Суперлиги                             |
| ------------------------------------ | --- | --------------------------------------------- |
| - Абышев 11′ 38′ (пен.) - Чухрий 33′ |     | - Степанов 2′ - А. Антипов 14′ - Правский 19′ |